# Università degli Studi di Verona
L'Università degli Studi di Verona è un'università statale italiana fondata nel 1982.

## Storia

### Lo Studium medievale
Il 25 maggio dell'anno 825 l'imperatore Lotario I promulga il capitolare di Corteolona che costituì le scuole imperiali, oltre a Pavia capitale del Regno d'Italia, anche Verona ebbe la scuola di diritto, di retorica e arti liberali, ereditando la tradizione della scuola di diritto, fondata dall'imperatore romano Teodosio I; dalla sede veronese dipendevano anche gli studenti di Mantova e di Trento. L'attività scolastica è ancora testimoniata nel X secolo, al tempo del vescovo Raterio. 
Il 22 settembre 1339 fu emanata ad Avignone, da papa Benedetto XII, una bolla, con la quale si concede a Verona uno Studium Generale. Le facoltà istituite dal pontefice furono quattro: lettere, medicina, diritto civile e diritto canonico; quest'ultime due a carattere giuridico. Il declino degli Scaligeri, dopo la parentesi viscontea, portò a Verona il dominio della Serenissima, la quale volle Padova come unica università dei veneti, privando in tal modo la città di Verona degli studi universitari, benché permase l'interesse per gli studi in ambito giuridico.

### La nascita
La storia della moderna Università di Verona iniziò nel 1950, quando un gruppo di intellettuali cattolici fondò la Libera scuola di scienze storiche "Ludovico Antonio Muratori", unitamente alla rivista "Nova Historia". Il gruppo di studiosi concepì altresì l'idea di costituire un'università a Verona; progetto che si concretizzò nel 1959, quando il sindaco della città, Giorgio Zanotto, propose in consiglio municipale l'istituzione di un'università con una facoltà di economia e commercio. Grazie all'avallo dell'amministrazione provinciale e della camera di commercio, furono create la Libera facoltà di economia e commercio e il consorzio per gli studenti – al fine di governarla – le quali furono collocate, nell'estate del 1959, presso palazzo Giuliari e il 1º novembre dello stesso anno avvenne la cerimonia di inaugurazione.
Nel 1963, l'Università di Padova inglobò la Facoltà di economia e commercio di Verona, rendendola una sede distaccata. In seguito, nel 1968, l'ateneo padovano decise di trasferire le proprie discipline medico-chirurgiche e legali a Verona alle quali fecero seguito i corsi in arte e filosofia.
Il progetto di dotare Verona di una propria università fu infine perfezionato nel 1982, allorquando l'ente veronese ottenne lo status di università, rendendosi indipendente dall'università di Padova. L'Università incominciò ad espandersi, dapprima restaurando nuovi edifici in zona Veronetta per accogliere le materie umanistiche per poi concentrarsi, nel 1998, sulla costruzione di una nuova cittadella (dal nome Cà Vignal) a Borgo Roma per gli indirizzi scientifici-ingegneristici. Vengono così creati il dipartimento di Biotecnologie e il dipartimento di Informatica.

### Gli anni 2000
Nel 2005 fu creata la radio ufficiale di ateneo: Fuori Aula Network (FAN), mentre in occasione dell'anno accademico 2006/2007, l'ateneo avviò un corso di laurea sperimentale in bioinformatica. Nel 2015 l'Università di Verona inaugurò un nuovo spazio nel complesso del Panificio della Caserma Santa Marta atto ad ospitare la biblioteca economica dell'Ateneo e la nuova sede dei dipartimenti di area economica e di una parte di scienze giuridiche.
Vennero ampliati alcuni spazi come gli edifici del polo scientifico e furono diverse le ristrutturazioni per accogliere più studenti. In particolare, nel 2021 è stato costruito un nuovo edificio denominato "Cà Vignal 3", adibito alla didattica dei corsi di laurea di Biotecnologie, Informatica e Bioinformatica. Nel 2023, inoltre, è stato messo in atto l'ampliamento del polo medico con il nuovo edificio dal nome "Biologico 3" che ospiterà il neo-dipartimento Ingegneria per la medicina di innovazione.

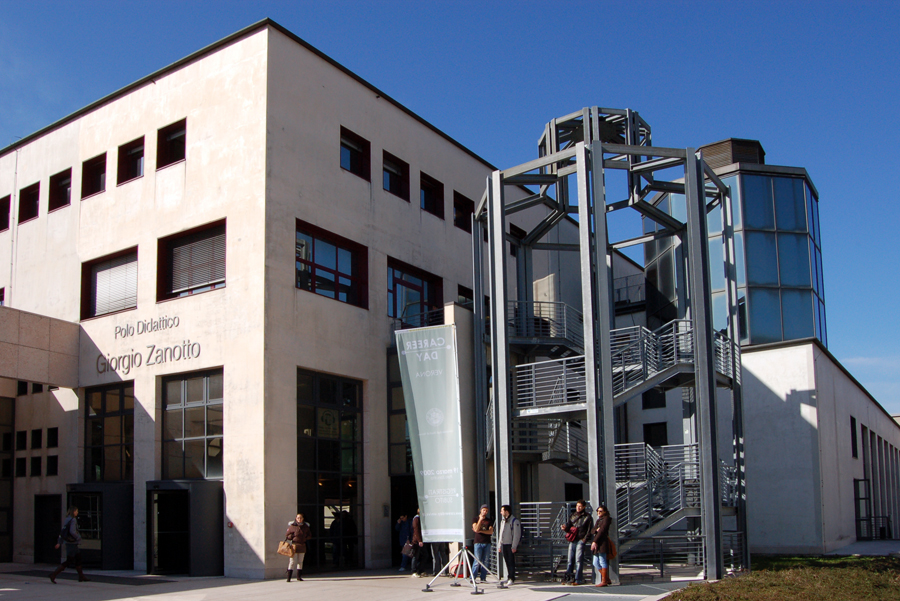
Il Polo Zanotto, centro polivalente dell'Università di Verona

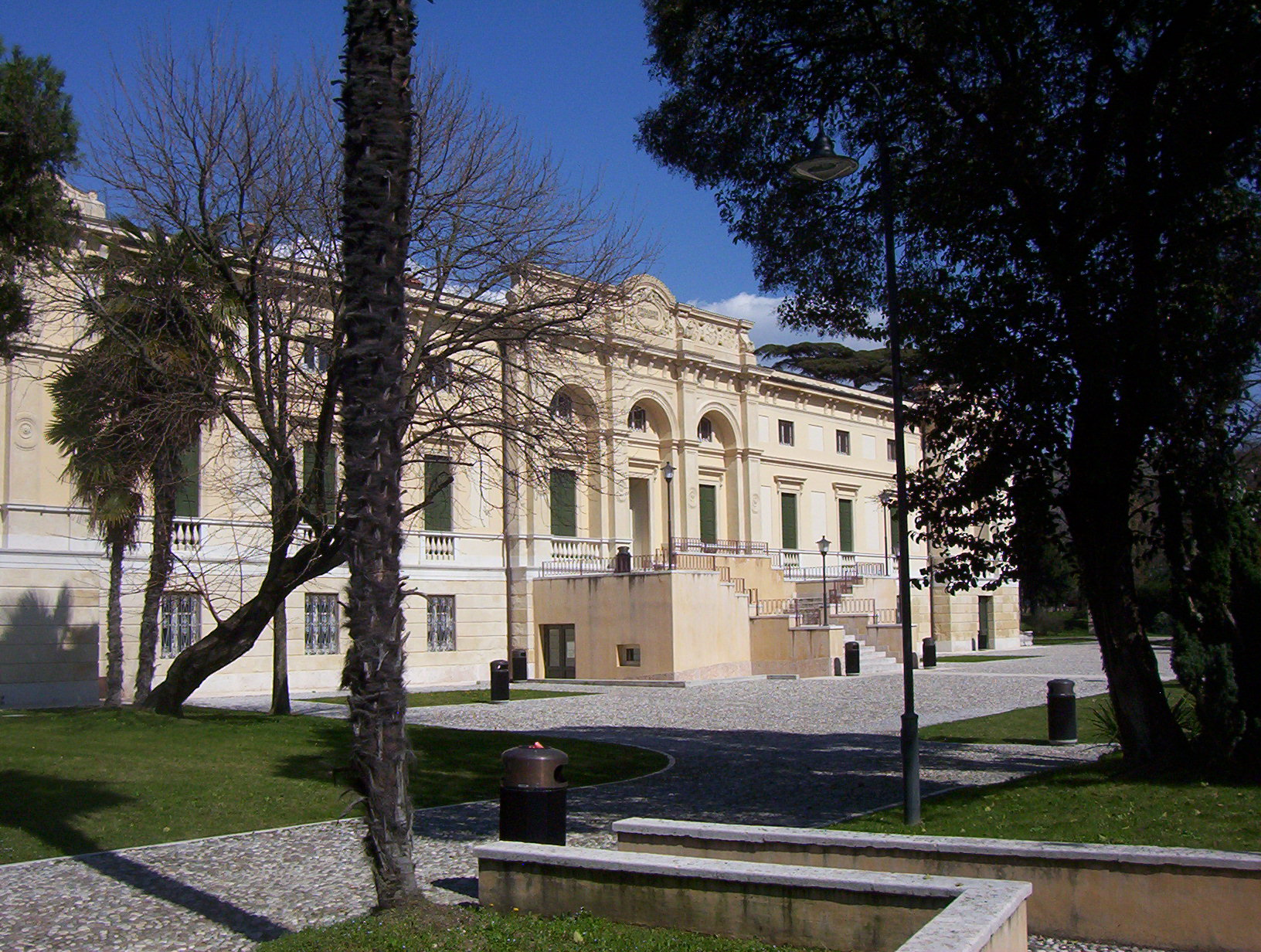
Villa Lebrecht a San Floriano (San Pietro in Cariano), sede del corso di laurea in tecnologie viticole ed enologiche

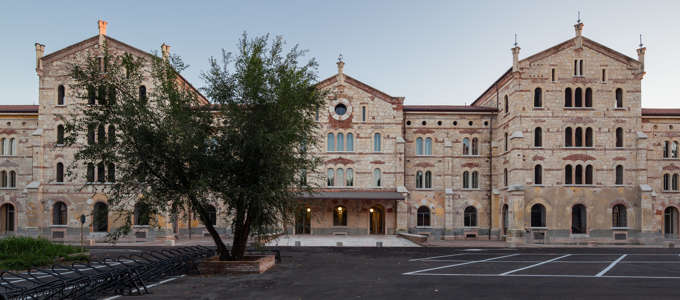
La provianda di Santa Marta, sede dei dipartimenti di Economia aziendale, Scienze economiche e una parte di Scienze giuridiche nonché della nuova biblioteca economica

## Struttura
L'università è organizzata nei seguenti dipartimenti:
- Biotecnologie
- Culture e civiltà
- Diagnostica e sanità pubblica
- Informatica
- Ingegneria per la medicina di innovazione
- Lingue e letterature straniere
- Management
- Medicina
- Neuroscienze, biomedicina e movimento
- Scienze chirurgiche, odontostomatologiche e materno-infantili
- Scienze economiche
- Scienze giuridiche
- Scienze umane

E vi si trova la facoltà di Medicina e chirurgia:
L'università di Verona è articolata in due poli principali all'interno della città: quello di Veronetta, che ospita l'amministrazione centrale con il rettorato e i dipartimenti afferenti all'area delle scienze economiche, scienze giuridiche e scienze umane e quello di Borgo Roma, dove si trovano i dipartimenti afferenti all'area di Medicina e chirurgia e di Scienze e ingegneria. Inoltre vi sono nel quartiere Cittadella il dipartimento di scienze giuridiche e a Borgo Venezia il dipartimento di neuroscienze, biomedicina e movimento. L'ateneo dispone altresì di sedi distaccate nelle città di: Bolzano, Legnago, Rovereto, San Pietro in Cariano, Trento e Vicenza.

## Biblioteche
Il sistema bibliotecario è articolato in due biblioteche centrali: la biblioteca Arturo Frinzi del polo umanistico, economico e giuridico e la biblioteca Egidio Meneghetti del polo medico, scientifico e tecnologico. Dal 2015 il Polo di Santa Marta ospita l'omonima biblioteca.

## Rettori
- Carlo Vanzetti (1982-1983)
- Hrayr Terzian (1983-1986)
- Sebastiano Cassarino (1986-1992)
- Mario Marigo (1992-1997)
- Elio Mosele (1999-2004)
- Alessandro Mazzucco (2004-2013)
- Nicola Sartor (2013-2019)
- Pier Francesco Nocini (2019-2025)
- Chiara Leardini (dal 1 ottobre 2025)